# Pheia flavicincta
Pheia flavicincta är en fjärilsart som beskrevs av Paul Dognin 1906. Pheia flavicincta ingår i släktet Pheia och familjen björnspinnare. Inga underarter finns listade i Catalogue of Life.